# Струсівський палац
Струсівський палац — пам'ятка архітектури епохи Класицизму, яка розташована в селі Струсів, Тернопільської області і була власністю відомих польських шляхтичів Потоцьких і Лянцкоронських.

## Історія
Після смерті останнього з сімейства Струсів — Миколая Струся містечко Струсів перейшло до його доньки Гелени, чия дочка вийшла заміж за коронного гетьмана Станіслава «Реверу» Потоцького, а їх правнук продав село магнатам Лянцкоронським, які й звели тут палац.
Палац є двохповерховим і має два фасади: перший має шість колон з трикутним фронтоном над ними, а другий, парковий, через рельєф виглядає як на підвищенні, також цей фасад має балюстраду, через прохід у цьому фасаді панська бричка могла заїхати практично до покоїв. Оскільки Лянцкоронські не мали дітей, то після їх смерті Струсів, а заразом і палац відійшов до графа Влодзімежа Баворовського.
Той наприкінці XIX століття продав маєток своєму родичу, графу Юзефові Голуховському — наймолодшому сину впливового політика в Австрійській імперії (з 1867 року — Австро-Угорській). Аґенор Ромуальд Ґолуховський брав активну участь у підготовці закону про скасування панщини, проводив політику на впровадження навчання в школах українською та польською мовами й поступового витіснення німецької мови з органів місцевого управління, активно сприяв створенню Львівської Політехніки та Академії мистецтв у Кракові. В часи Голуховських були значно перебудовані інтер'єри палацу. Його прикрасили кришталеві люстри та канделябри на підлозі заввишки 2 метри. Приміщення палацу опалювались. Останнім власником маєтку був львівський воєвода Пйотр Дунін-Борковський, який отримав його внаслідок шлюбу з дочкою Юзефа Голуховського Марією.
Сьогодні на території колишнього маєтку розташований дитячий інтернат. Збереглася скромна брама та басейн на території. Є й пам'ятка природи державного значення — сосна австрійська, що має вік понад 250 років. Сам палац стоїть пусткою: інтернат повністю переїхав у нові приміщення.